# New Hampshire (rasa kury)

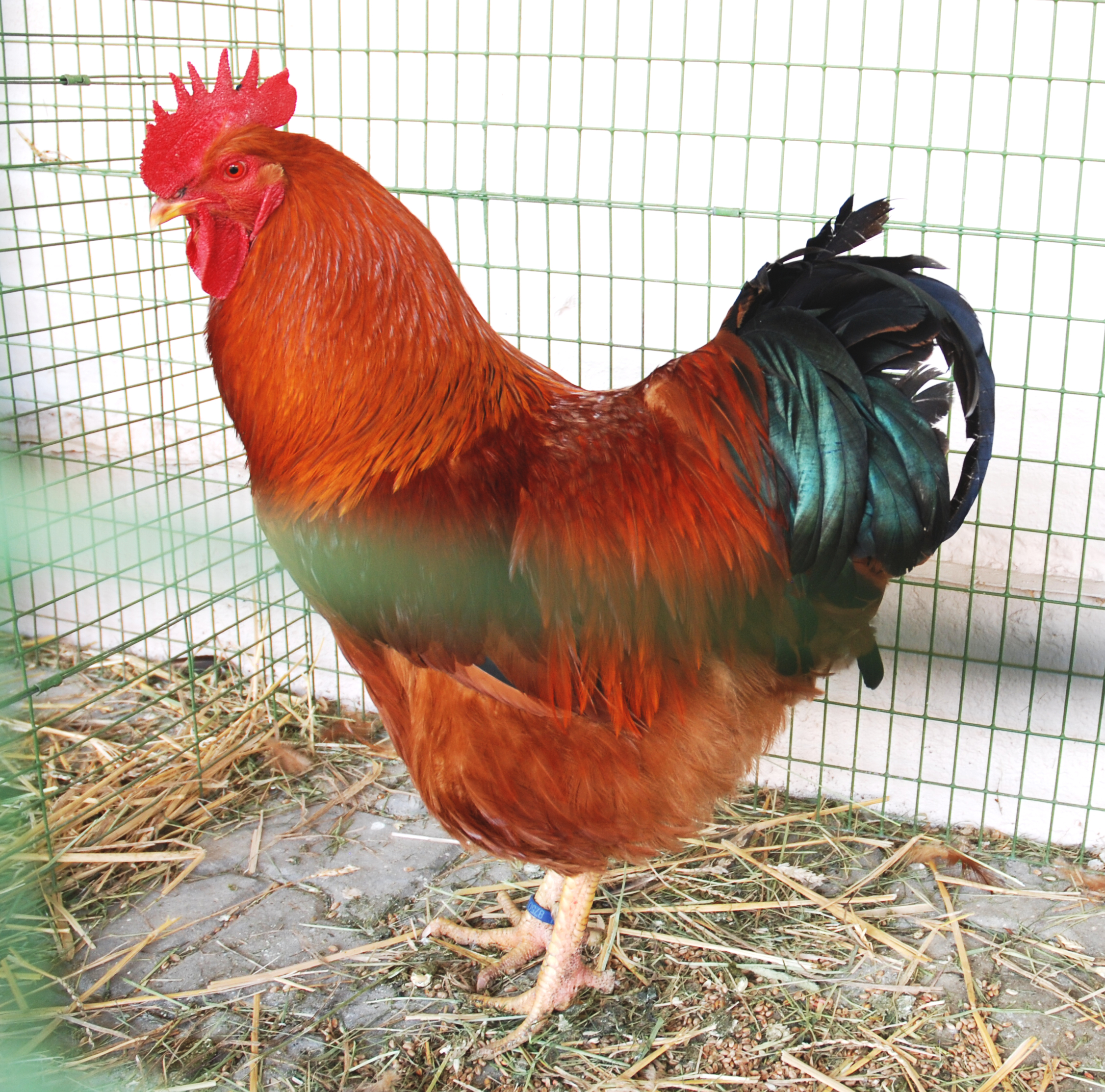
Kogut rasy New Hampshire

New Hampshire (niuhempszyry) – rasa kur ogólnoużytkowych powstała w USA poprzez selekcję rodajlendów. W Polsce używane głównie do produkcji brojlerów.
Kury New Hampshire cechuje brunatnorude upierzenie; szyja kogutów złocistożółta, ogon ciemnobrunatny z zielonym połyskiem. Nogi jasnożółte. Masa ciała 2,5-4 kg. Kury tej rasy rosną i dojrzewają szybko. Rocznie kura daje 200-250 jaj o ciemnej skorupce.